# کوبی میلر
کوبی میلر (انگلیسی: Coby Miller؛ زادهٔ ۱۹ اکتبر ۱۹۷۶) ورزشکار دو و میدانی اهل ایالات متحده آمریکا است.
وی در مسابقات کشوری و بین‌المللی در مجموع برندهٔ ۳ مدال طلا، ۱ مدال نقره شده‌است.